# HD 41742
HD 41742/41700 är ett stjärnsystem som ligger ca 87 ljusår bort i stjärnbilden Akterskeppet. Systemet består av två ljusa stjärnor där primärstjärnan kretsar kring två ljussvagare stjärnor, vilket gör det till en fyrdubbling med en ojämn hierarki.

## Identifiering av komponenter
HD 41742 B upptäcktes tidigt i historien om visuella dubbelstjärnor, på grund av primärstjärnans ljusstyrka. Den tidigaste mätningen i Washington Double Star Catalog (WDS) dateras till 1837 och gjordes av William Herschel, med en positionsvinkel på 246° och en separation på 1,1 bågsekund för följeslagaren. Överraskande nog har följeslagaren rört sig avsevärt under de två århundradena, som nu ligger i en positionsvinkel på ca 215° och en separation som ökat från 5,30 bågsekunder i slutet av 1970-talet till 5,95 bågsekunder 2010.  Detta innebär en minsta förändring i fysisk separation mellan 142 och 159 AE under 35 år, vilket tyder på att HD 41742 B rör sig snabbt bort från primärstjärnan. 

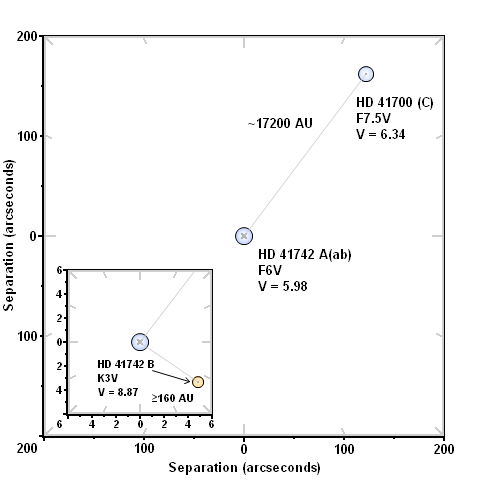
Diagram över se synliga komponenterna i HD 41742/41700-systemet. (Click to enlarge).

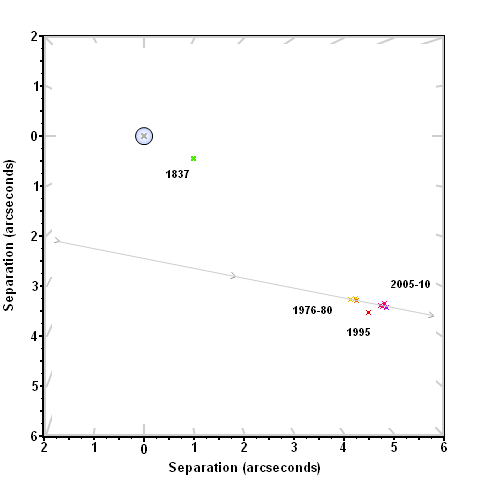
HD 41742 B's rörelse relativt HD 41742 Aab (Click to enlarge).

HD 41700 låg med en betydligt större separation och observerades först i förhållande till HD 41742 senare än den snävare dubbelstjärnan, trots att den var mycket ljusare. Den första mätningen i WDS dateras till 1854 och gjordes igen av Herschel, vilket gav en positionsvinkel på 320° och en separation på 174 bågsekunder. Nyare värden överensstämmer beträffande positionsvinkeln, men tyder på en separation närmare 200 bågsekunder. Den breda separationen av denna tertiära komponent innebär att den har en separat Hipparcosingång till primärstjärnan, vilket bekräftar att de två stjärnorna ligger på samma avstånd och rör sig tillsammans. Den fysiska separationen mellan de två är ca 0,026 parsec (0,084 ljusår), eller cirka 17 200 AE. Detta är jämförbart med den ungefärliga separationen på 15 000 AE mellan Alfa Centauri AB och Proxima Centauri. Sådana stora separationer mellan komponenter är relativt sällsynta, åtminstone för stjärnor av soltyp.

Observationer av radiell hastighet av HD 41742 A med spektrografen HARPS visade variationer på en nivå av flera km/s under en period av månader, vilket tyder på att stjärnan är en enkelsidig spektroskopisk dubbelstjärna (SB1).

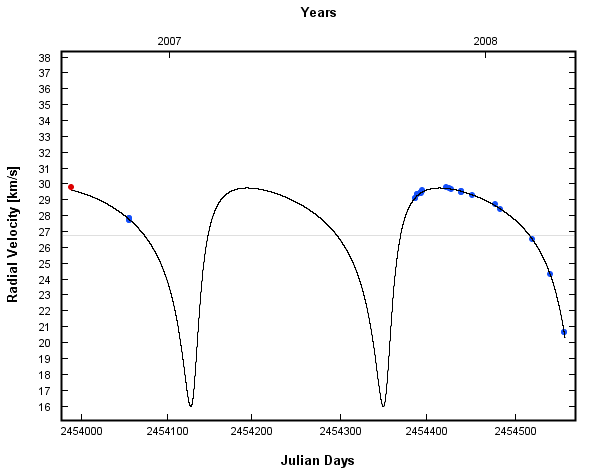
Omloppsanpassning till HD 41742 A's radialhastighet (Click to enlarge).

Även om en omloppsanpassning inte undersökts, är en bra anpassning möjlig, vilket innebär att HD 41742 Ab har en minsta massa på ca 0,2 solmassa och har en omloppsperiod av ca 222 dygn med hög excentricitet kring primärstjärnan på 1,2 solmassa. Med tanke på att följeslagarens spektrallinjer inte detekteras måste den ha en signifikant lägre ljusstyrka än primärstjärnan, vilket tyder på att den är av sen spektraltyp.  

## Egenskaper
På himlavalvet kan HD 41742/41700 ses som en stjärna av 6:e magnituden (en magnitud som knappt kan observeras med blotta ögat under goda förhållanden) som ligger nära gränsen mellan Akterskeppet och Målaren. Den närmaste ljusa stjärnan till dess plats är den 4:e magnituden Eta Columbae ungefär två bågminuter åt norr. Systemet ligger ungefär en fjärdedel av avståndet mellan Eta Columbae och Canopus (Alfa Carinae) på himlen.
HD 41742 A och HD 41700 (C) är liknande stjärnor, med sina färger som anger spektraltyperna F6 och F7.5. Det betyder att de två stjärnorna är ca 500 K varmare än solen, och i sin tur är temperaturskillnaden mellan stjärnorna ca 150 K. Stjärnorna ligger något under huvudserien på Hertzsprung–Russell-diagrammet (HRD), vilket troligen beror på deras metallicitet är lägre än solens (Fe/H ≈ −0,2).
HD 41742 B är en mycket svalare stjärna än de ljusare komponenterna. Dess B-V anger spektraltyp K3, vilket gör den ungefär 1 000 K svalare än solen. Den ligger i huvudserien på HRD, och dess fotometri överensstämmer helt med en dvärgstjärna på 0,8 solmassa.
Indikation på en ung ålder för HD 41742/41700-systemet hittades först Henry et al. (1996), som observeerade stor kromosfärisk aktivitet i HD 41700. De mätte en log R'HK på −4,35 för stjärnan, betydligt högre än ett "tyst" värde på <−4,70, vilket tyder på att systemet är betydligt yngre än miljard år. De ljusaste stjärnorna i systemet har båda måttligt snabb rotatinon för att vara sena F-dvärgar, vilket återigen tyder på att de är unga. Slutligen har HD 41700 en något stor litiumhalt och eftersom litium förbrukas av en stjärna i ungefär konstant takt under dess livstid kan detta användas för att uppskatta en stjärnas ålder. För HD 41700 tyder dess litiumöverskott på en ålder på 200 ± 50 miljoner år.
HD 41742/41700-systemet har rymdhastigheter på (UVW) = −37,8, −10,4, −14,6 km/s, vilket liknar Hyadernas (UVW = −39,7, −17,7, −2,4 km/s). Systemet är dock förmodligen inte en Hyad eftersom det har en lägre egenhastighet än förväntat, samt en lägre metallicitet och litiumålder än Hyaderna.
En annan egenskap som gäller för unga stjärnor är förekomst av stoftskivor. För HD 41742 A och HD 41700 (C) observerade IRAS och ISO överskott av infraröd strålning, som typiskt pekar på skivor av material som återutstrålar absorberat ljus vid rödare våglängder. I båda fallen har dock anledning mot överskotten hittats. För HD 41742 A kompenseras överskottet med 26 bågsekunder, vilket är tillräckligt stort för att kontaminering från ett annat objekt sannolikt är ansvarig för överskottet, medan för HD 41700 (C) överskottet inte har bekräftats av Spitzer-observationer.

## Planetsökning
HD 41700 (C) ingår i planetsökningsproverna CORALIE och Keck-HIRES.  Ingen variation har hittills meddelats, så stjärnan är sannolikt inte värd för en nära, lätt detekterbar jätteplanet.